# Электрическое обогащение
Электрическое обогащение полезных ископаемых (англ. electric mineral processing, electric mineral preparation; нем. elektrische Aufbereitung f, sortieren im elektrischen Feld n der nutzbaren Mineralien pl) — метод обогащения полезных ископаемых в электрическом поле, основанный на различиях в электрофизических свойствах разделяемых компонентов: электропроводности, диэлектрической проницаемости и трибоэлектростатического эффекта (восприимчивости веществ к электризации через прикосновение).
По электропроводности эффективно разделяются вещества-проводники или полупроводники от непроводников; трибоэлектический способ наиболее пригоден для разделения веществ, имеющих близкую по значению электропроводность.
По диэлектрической проницаемости целесообразно разделять компоненты полезных ископаемых, которые резко различаются по этому параметру, например, металлы, сульфидные руды, графит — от неметаллов. Используется также для разделения материалов по крупности (классификации) и обеспылевания.

## Область применения
Электрическое обогащение используется для обогащения зернистых сыпучих материалов крупностью 3-0,05 мм.
Наиболее широко электрическое обогащение используется при дообогащении черновых концентратов редких металлов.
Кроме того, электрическое обогащение используется при обогащении железных руд, фосфорных, калийных, кварцевых, магнезитовых, баритовых, асбестовых и др. руд.